# Peter Deinboll
Peter Vogelius Deinboll Jr. (27. juli 1915 i Sulitjelma – 8. november 1944) var en norsk løjtnant i Kompani Linge under 2. verdenskrig.

## Liv under 2. verdenskrig
Deinboll ledede størstedelen af sabotageaktionerne mod Orkla. Først sprængte han transformerstationen på Bårdshaug den 5. maj 1942 sammen med Torleif Grong og Per Getz. Han lod de to andre få forspring før han affyrede ladningene. Han blev opdaget under tilbagetoget, og blev forfulgt af tyskerne i syv timer, før han fik rystet dem af. For denne aktion blev han tildelt Krigskorset. Aktionen førte til at pyrit-transporten fra Løkken til Tyskland midlertidig blev standset.
Den 26. februar 1943 sprængte han D/S Nordfahrt sammen med Bjørn Pedersen og Olav Sættem. Den 31. oktober 1943 udførte han sabotage mod togbanen ved Thamshavnbanen, sammen med Torfinn Bjørnaas, Arne Hægstad, Paal Skjærpe, Odd Nilsen, Aasmund Wisløff og Leif Brønn. Den 19. november 1943 ledede han endnu en aktion mod togbanen. En af sabotørene, Odd Nilsen, blev dræbt, da en af ladningerne gik af for tidligt. Med på aktionen var Torfinn Bjørnaas, Arne Hægstad, Paal Skjærpe, Odd Nilsen, Aasmund Wisløff og Leif Brønn.
Chef for de elektriske anlæg ved Orkla, var faderen til Peter Deinboll, ingeniør Petter Blessing Deinboll (f. 1882), som selv måtte stå for genopførelsen af transformerstationen som sønnen havde sprængt. Familien måtte senere flygte til Sverige, og kom derfra videre over til Storbritannien. Her arbejdede de for Norge og de allierede. I 1944 døde han, da flyet han var om bord på forsvandt over Nordsøen. Han ledede derfor naturligvis ikke de sidste aktioner mod Orkla den 9. maj, 1. juni og 10. juni 1944.

## Efter krigen
Da krigen var ovre og familien kom tilbage til Norge, fik faderen ikke sin stilling i Orkla tilbage. Han blev beskyldt for ødelæggelserne og for at han og sønnen havde påført selskabet store skader. Familiens hus var blevet overtaget af andre. Familien flyttede til Oslo. I 2003 beklagede Orkla behandlingen, familien havde fået til familiens eneste tilbagelevende, søsteren til Peter Deinboll, Lita Deinboll Jenssen. Havde Thamshavn-aktionen ikke lykkedes, ville Løkken, Orkdal og Thamshavn blevet bombet af de allierede. Dette kunne have været blevet store tab af civile.

## Udmærkelser
Peter Deinboll modtog Distinguished Service Order to gange, St. Olavsmedaljen med ekegren, Military Cross, samt Norges højeste udmærkelse, Krigskorset, for sin indsats under krigen. Faderen fik i eftertiden en anerkendelse fra den britiske konge for sin egen og familiens indsats for de allieredes sag. Der blev også rejst en buste af Peter Deinboll i Orkdal centrum i sommeren 2003.